# Walzenskinke
Die Walzenskinke (Gattung Chalcides) umfassen sowohl Formen mit kurzen Beinen und noch fünf Zehen, die sich an das Leben in sandigen Böden angepasst haben, als auch schlangenähnliche Arten, die ihre Beine zu kurzen dreizehigen Stummeln reduziert haben. Letztere bewohnen als „Grasschlüpfer“ Biotope mit niedriger Vegetation.

## Verbreitung
Auf europäischem Boden leben der Gefleckte Walzenskink (Chalcides ocellatus) auf Sardinien, Sizilien, Malta, Kreta, den Ionischen Inseln, der Peloponnes und Attika, der Iberische Walzenskink (Chalcides bedriagai) und die Westliche Erzschleiche (Chalcides striatus) auf der Iberischen Halbinsel, und die Italienische Erzschleiche (Chalcides chalcides) in Italien südlich der Po-Ebene. Die Erzschleichen gehören zu dem Grasschlüpfertyp und haben stark reduzierte Gliedmaßen.
Auf den Kanarischen Inseln kommen vier Arten endemisch vor. Die anderen Arten leben in Nordafrika und Vorderasien.

## Arten
- Chalcides armitagei
- Iberischer Walzenskink (Chalcides bedriagai)
- Italienische Erzschleiche (Chalcides chalcides)
- Südlicher Kanarenskink (Chalcides coeruleopunctatus)
- Chalcides colosii
- Chalcides ebneri
- Chalcides guentheri
- Chalcides lanzai
- Chalcides levitoni
- Chalcides manueli
- Chalcides mauritanicus
- Chalcides minutus
- Chalcides mionecton
- Chalcides montanus
- Gefleckter Walzenskink (Chalcides ocellatus)
- Chalcides parallelus
- Chalcides pentadactylus
- Chalcides pistaciae
- Marokkanischer Walzenskink (Chalcides polylepis)
- Chalcides pseudostriatus
- Chalcides pulchellus
- Chalcides ragazzii
- Keilschleiche (Chalcides sepsoides)
- Gestreifter Kanarenskink (Chalcides sexlineatus)
- Purpurarien-Skink (Chalcides simonyi)
- Westliche Erzschleiche (Chalcides striatus)
- Chalcides thierryi
- Nördlicher Kanarenskink (Chalcides viridanus)